# Raport Special
Raport Special (titlu original în engleză: Minority Report) este un film SF din 2002, regizat de Steven Spielberg, adaptat vag după opera literară cu același nume (din 1956) a lui Philip K. Dick. Acțiunea se desfășoară în Washington, D.C. în anul 2054, unde un departament special al poliției numit "pre-crima" arestează criminali pe baza profeției oferită de trei clarvăzători denumiți "pre-cogi". Filmul îl are ca actor principal pe Tom Cruise, în rolul lui John Anderton, un ofițer de poliție care conduce divizia "pre-crimă". Colin Farrell îl joacă pe Danny Witwer, un agent al ministerului de justiție care este trimis să observe procesul, Samantha Morton este pre-cog-ul senior Agatha, iar Max von Sydow este Lamar Burgess, superiorul lui Anderton. Filmul este unul din multele ecranizări bazate pe schițele lui Philip K. Dick.
Producția filmului a costat peste 100 milioane USD, deși a avut încasări de trei ori mai mari pe plan mondial, și a vândut peste 4 milioane de DVD-uri în primele luni de la lansare. Raport Special a fost unul din cele mai bine revizuite filme ale anului 2002, și a fost nominalizat și a câștigat multe premii. Acestea includ patru premii Saturn, dintre care unul pentru cel mai bun film science fiction și unul pentru cea mai buna regie. A obținut de asemenea o nominalizare Oscar pentru cel mai bun montaj de sunet. Filmul are un aspect distinct, prezentând culori desaturate care îl fac să semene cu un film alb-negru, deși negrul și umbrele au un contrast înalt, similar cu genul film noir.

## Subiect
Acțiunea filmului se desfășoară în Washington, D.C. și Arlington, Virginia în anul 2054. Filmul începe în timp ce Anderton (Tom Cruise) și echipa lui sunt pe cale de a aresta un suspect. În această secvența se relevă faptul că pre-cogii relatează doar data și timpul crimei, numele criminalului și cel al victimei. Toate celelalte date ale crimei, mai ales locația, pot fi stabilite numai după indiciile date de diversele imagini transmise în apropierea momentului întâmplării crimei. Imaginile sunt preluate de la pre-cogi și transferate apoi către un ecran de calculator, unde Anderton le manipulează într-un mod similar cu cel al unei interfețe de realitate virtuală pentru a determina cum se vor întâmpla sau se pot întâmpla crimele respective. Anderton este observat pe parcursul acestui proces de Danny Witwer (Colin Farrell), un agent al ministerului de justiție. Witwer este trimis să evalueze sistemul deoarece țara este pe cale de a vota daca programul Pre-Crimă se va extinde la nivel național.
Mai târziu în acea zi, Anderton ajunge în apartamentul său, unde vizionează niște filme de familie cu fiul lui de șase ani. Devine evident faptul că și-a pierdut fiul, iar el este divorțat. Dimineața următoare, Witwer este condus într-un tur în camera pre-cogilor. Aceștia sunt văzuți plutind într-o substanță translucentă, despre care un tehnician spune că ajută la intensificarea imaginilor transmise de pre-cogi. După tur, Anderton rămâne în urmă, iar pre-cog-ul Agatha se ridica din bazin. Aceasta îi atrage atenția lui Anderton către tavan, locul în care de asemenea se desfășoară imaginile din mintea pre-cogilor, care în acel moment difuza filmul crimei unei femei înecate de un mascat. Intrigat de o crimă pe care n-a mai văzut-o până acum, Anderton decide să înceapă investigațiile. El află că femeia, Anne Lively, a fost înecată de un anume John Doe (identificarea retinală nu a fost posibilă deoarece și-a înlocuit chirurgical ochii cu unii noi). Anderton descoperă că înregistrările celorlalți doi pre-cogi ale crimei se află în baza de date, dar cea a Agath-ei lipsește. Mai mult, și datele despre victimă sunt de negăsit. Anderton îi comunică informațiile lui Burgess (Von Sydow) care pare neîngrijorat.
Anderton se întoarce în birourile diviziei Pre-Crimă pentru a investiga un caz nou. O crimă este pe cale să se întâmple în 36 ore. Criminalul se dovedește a fi însuși Anderton, iar victima un om numit "Leo Crow". Crezând că i se pune la cale o înscenare din moment ce nu cunoaște victima, Anderton o ia la fugă. Reușește să scape de Witver și de o echipa de poliție într-o fabrică de mașini. La puțin timp după ce Anderton îl doboară pe Witver și evadează într-un automobil Lexus, ofițerul fugar caută refugiu în casa unei femei numite Iris Hineman, care a fost unul dintre pionierii pre-crimei. Hineman îi dezvăluie că pre-cogii au fost o descoperire accidentală. Ei sunt puținii copii supraviețuitori ai unor femei toxicomane aflate într-un program de reabilitare, ale căror visuri violente s-au dovedit a fi ecouri ale crimelor ce urmau să se întâmple. Hineman îi mai spune că pre-cogii nu sunt întotdeauna de acord în legătură cu opiniile lor despre viitor. Când se întâmplă aceasta, opinia diferită este ignorată. Așadar, singura speranță a lui Anderton de a-și dovedi nevinovăția este obținerea acelui "raport special" ascuns, de la care filmul își are titlul.
Deoarece nu mai poate călători prin oraș, întrucât identificările oculare sunt efectuate la tot pasul, Anderton vizitează un doctor dubios (jucat de Peter Stormare), care îi face un transplant de ochi. În timp ce doarme pentru a se recupera după operație, Anderton are un vis din care se află că fiul lui a fost răpit. Se trezește și descoperă că echipa pre-crimă verifică clădirea în care se află. Echipa trimite roboți minusculi în formă de păianjeni pentru a scana și identifica locatarii blocului respectiv. Anderton încearcă să se ascundă dar este în cele din urmă verificat. Operația se dovedește a fi un succes, iar Anderton nu mai este identificat cu numele lui adevărat. Apoi reușește să ajungă în birourile diviziei pre-crimă folosind ochii rămași în urma operației pentru a trece de filtrele de securitate. Intră în camera pre-cogilor și fuge cu Agatha, fără de care ceilalți doi pre-cogi nu pot funcționa. Apoi Anderton apelează la un hacker pentru a accesa versiunea Agath-ei despre crimă. Aceasta este identică cu cea a celorlalți doi clarvăzători.
Anderton merge apoi la hotelul unde este cazat Leo Crow dar nu îl găsește. În timp ce se uită prin camera lui, găsește o grămadă de fotografii cu copii, una dintre acestea fiind cu fiul său. Anderton ajunge brusc la concluzia că nu există un raport special pentru el, iar Leo Crow este cel care i-a răpit copilul. Anderton plănuise această crimă de mult timp, dorind să se răzbune pe cel care i-a luat copilul. Apoi, Crow ajunge in camera sa, iar Anderton îl atacă reușind să-l facă să-și recunoască fapta. În timp ce se petrec toate acestea, Agatha încearcă să-l convingă pe Anderton că nu trebuie să-l omoare pe Crow, spunându-i că are puterea de a alege. Anderton reușește să se stăpânească și nu-l omoară pe Crow. Timpul rămas pâna la crima prezisă expiră, dovedind că profețiile pre-cogilor nu sunt infailibile. În timp ce Anderton îl arestează pe Crow și îi citește drepturile, presupusul răpitor se destăinuie în fața lui Anderton spunând ca a fost pus să îl convingă pe ofițer să-l omoare, pentru a-și salva familia. Întreaga crimă a fost o înscenare. Apoi Crow îi ia arma lui Anderton și încearcă să se sinucidă. Anderton încearcă să-l oprească și să-i ia arma, dar Crow îi forțează mâna iar arma se descarcă în pieptul lui Crow, omorându-l. Anderton și Agatha părăsesc camera.
Witwer și echipa de poliție ajung la locul incidentului și încep investigațiile. Witwer observă fotografiile și devine sceptic în legătură cu ce s-a întâmplat, referindu-se la grămada de poze ca fiind o "orgie de probe" (prea credibil pentru a fi adevărat). Apoi se întâlnește cu Burgess pentru a-și discuta dubiile cu el. Îi arată previziunea cu Anne Lively în două versiuni: cea a Agathei și cea a celorlalți doi pre-cogi. Înregistrările au mici diferențe iar Witver realizează ce s-a întâmplat. Echipa de intervenție a prevenit prima crimă și a arestat suspectul. Imediat după aceea, alt om a venit și a înecat-o pe femeie în același mod ca și înainte. Iar din moment ce pre-cogii aveau adesea "ecouri" ale unor crime violente, tehnicienii au ignorat a doua previziune iar crima s-a consumat fără să știe nimeni. Witwer adaugă apoi că ucigașul trebuia sa fi fost cineva cu acces în baza de date a poliției, moment în care Burgess îl întrerupe și, realizând că Witwer a aflat adevărul, îl împușcă mortal. Pre-cogii nu au putut să prevadă crima deoarece Agatha lipsea.
Între timp, Anderton, încă urmărit, se ascunde în casa fostei sale soții Lara. În timp ce e acolo, își dă seama că motivul pentru care i s-a pus la care înscenarea a fost descoperirea uciderii lui Anne Lively. Se află că ea a fost mama Agathei, care după ce s-a recuperat și a fost externată din clinica de reabilitare, a vrut să își recupereze fiica. Poliția ajunge la fața locului și îl arestează pe Anderton. Mai târziu, Lara află că Burgess a omorât-o pe Anne Lively și îl eliberează pe Anderton din închisoare. În timp ce Burgess ține un discurs, Anderton îl confruntă și arată întregii audiențe filmul uciderii lui Anne Lively, în care se vede cum Burgess o ucide. Burgess ia un pistol și pornește în urmărirea lui Anderton. După ce îl găsește se sinucide cu arma, nevrând să fie judecat și încarcerat pentru uciderea lui Anne Lively.
În secvența finală, Anderton povestește că programul pre-crimă a fost închis. Toți presupușii criminali au fost eliberați necondiționat, deși au fost monitorizați pentru o lungă perioadă de timp după aceea. Pre-cogii au fost duși într-o locație secretă pentru a trăi în izolare. Filmul se termină arătându-i pe Anderton și Lara care s-au împăcat și au decis să-și ducă viața împreună mai departe.

## Distribuția
- Tom Cruise îl joaca pe John Anderton, personajul principal. Anderton este un bărbat divorțat de vârsta a doua. El este șeful departamentului pre-crimă din Washington, D.C. A suferit o traumă emoțională puternică de la pierderea fiului său.
- Max von Sydow îl joaca pe directorul Lamar Burgess. El este un oficial senior al departamentului de crimă și este superiorul lui Anderton.
- Colin Farrell îl joaca pe Danny Witwer. Acesta este un agent al ministerului de justiție, trimis să evalueze programul pre-crimă.
- Steve Harris îl joaca pe Jad, îngrijitorul pre-cogilor.
- Neal McDonough îl joaca pe Fletcher, un ofițer pre-crimă care lucrează alături de Anderton.
- Samantha Morton o joaca pe Agatha, pre-cog-ul conducător și cel mai talentat.
- Lois Smith o joaca pe Dr. Iris Hineman. Ea este unul din pionierii programului pre-crimă, care acum este pensionată.
- Kathryn Morris o joaca pe Lara, fosta soție a lui Anderton și mama filui lui pierdut.
- George D. Wallace